# Waifs (film 1918)
Waifs è un film muto del 1918 diretto da Albert Parker.

## Trama
Dopo che Marjorie Whitney si è tassativamente rifiutata di sposare Elmer Poindexter, nipote del ricco socio di suo padre, quest'ultimo chiude in camera sua la figlia ribelle e testarda. Ma la ragazza riesce a fuggire aiutata dalla cameriera. Con solo qualche dollaro in tasca, Marjorie arriva a New York, dove cerca un alloggio che non costi troppo per le sue magrissime finanze. Whitney mette sulle tracce della figlia un investigatore che la rintraccia in una modesta pensione. Il padre, visto la risolutezza della ragazza, consiglia il fidanzato respinto di andare ad alloggiare anche lui nella stessa pensione: senza forzature, dovrebbe frequentare Marjorie, farsi conoscere e poi, solo in seguito, proporle il matrimonio.
Nel frattempo, Marjorie viene aggredita da un evaso. La salva l'intervento di un reporter, Fitzjames Powers che, quando arriva Elmer, butta fuori di casa pure lui. L'evaso ritorna e sarà nuovamente Fitzjames a battersi con il pericoloso individuo, mentre Elmer scappa e telefona al padre di Marjorie. Whitney, allora, si presenta alla figlia: approva la sua scelta - che è naturalmente Fitzjames - e bolla come un vigliacco il pauroso Elmer.

## Produzione
Il film fu prodotto dall'Astra Film.

## Distribuzione
Distribuito dalla Pathé Exchange, il film  uscì nelle sale cinematografiche statunitensi il 4 agosto 1918. Copia del film si trova conservata negli archivi della Library of Congress (Public Archives of Canada/Dawson City collection).